# Tankred av Sicilien
Tankred av Sicilien, född 1138, död 1194, var en monark (kung) av Sicilien från 1189 till 1194.
Tankred var, i sitt äktenskap med Sibylla av Acerra, far till Roger III, till Vilhelm III, till Constanza av Sicilien, gift med Venedigs doge Pietro Ziani, och till Alberia, gift med Valter III av Brienne.